# Saranthe klotzschiana
Saranthe klotzschiana är en strimbladsväxtart som först beskrevs av Friedrich August Körnicke, och fick sitt nu gällande namn av August Wilhelm Eichler. Saranthe klotzschiana ingår i släktet Saranthe och familjen strimbladsväxter. Inga underarter finns listade.